# Kansas City Command
El Kansas City Brigade (Brigada de Kansas City) es un equipo de la Arena Football League que juega desde la temporada 2005. Sus partidos los juegan en el Kemper Arena.

## Historia
Debido al desastre del Huracán Katrina en el 2005 la AFL decidió suspender por la temporada 2006 al New Orleans VooDoo. Al mismo tiempo la liga le tenía una franquicia reservada al Kansas City, entonces decidió que el de aquel entonces VooDoo pasara a ser el nuevo equipo de Kansas: el Brigade. En la temporada 2007 el equipo de New Orleans volvió a la AFL mientras que la Brigada se estableció definitivamente.
El origen de la insignia del equipo se debe al avión B-2 Spirit que estaba ubicado en el Whiteman Air Force Base, de ahí el avión como logo del equipo.
En su primera temporada se les asignó el entrenador Kevin Porter y jugaron en la división sur de la Conferencia Sur donde terminaron con marca 3-13 donde solo lograron victorias ante los Columbus Destroyers y Los Angeles Averangers en Kemper Arena y ante los Nashville Kats de visitantes.

## Actualidad
Para el 2007 fueron traspasados al división central de la Conferencia Americana debido al regreso del New Orleans VooDoo quienes fueron asignados al sur de la Conferencia Nacional. Actualmente están peleando por colocarse en los play-offs de su conferencia con marca de 6-4 y 3º posicionados de la división central donde se destaca su triunfo en su primer partido ante los campiones del Arena Bowl los Chicago Rush. 
Con marca de 9-5 ahora el Brigade logró posicionarse en Playoffs junto con el Chicago Rush y el Colorado Crush.
En su primer partido de playoff caería de local ante Colorado Crush.

## Jugadores destacables
- Raymond Philyaw - QB
- Charles "E.T." Fredrick - WR
- Dawan Moss - FB/LB
- Jerel Myers - WR
- Boo Williams - WR
- Alvin Porter - DB
- Kenny McEntyre - DB
- B.J Cohen - DL

- Datos: Q1410625
- Multimedia: Kansas City Command / Q1410625